# Indianoinocellia
Indianoinocellia is een geslacht van kameelhalsvliegen uit de familie van de Inocelliidae. 
Indianoinocellia werd voor het eerst wetenschappelijk beschreven door H. Aspöck & U. Aspöck in 1970.

## Soorten
Het geslacht Indianoinocellia omvat de volgende soorten:
- Indianoinocellia mayana U. Aspöck et al., 1992
- Indianoinocellia pilicornis (Carpenter, 1959)